# Ignazio Canazei
Ignazio Canazei SDB (* 8. Mai 1883 in Brixen; † 10. Oktober 1946 in Shiuchow (Shaoguan), China) war ein italienischer Ordenspriester, Missionar und römisch-katholischer Bischof.

## Leben
Nach seiner Schulzeit absolvierte er für ein Jahr das Aspirantat im Kolleg von Cavaglià, wechselte dann ins Noviziat nach Ivrea. Am 5. Oktober 1901 legte er seine Ordensgelübde ab. Nach seinen philosophisch-theologischen Studien wurde er am 18. September 1909 in Foglizzo zum Priester geweiht. Zunächst war er für zwei Jahre Direktor des Kollegs von Penango Monferrato. Nachdem er das Laureat in Theologie erworben hatte, ging er 1912 als Missionar nach Macau.
1924 wurde er Provinzial der chinesischen Provinz der Salesianer Don Boscos.
Am 23./24. Juli 1930 ernannte ihn Papst Pius XI. zum Apostolischen Vikar von Shiuchow in China, verbunden mit dem Titularbistum von Carystus. Er folgte damit dem ermordeten Bischof Aloisius Versiglia nach. Die Bischofsweihe erfolgte am 9. November desselben Jahres durch Celso Costantini. Sein Wahlspruch lautete: Sinae Deo Ego Sinis.
Er übersetzte das Lukas-Evangelium und Don Boscos Giovane Provveduto auf Chinesisch, erstellte eine Kirchengeschichte und ein Wörterbuch mit den für das Apostolat gebräuchlichen und notwendigen Volkabeln. Er konnte in Latein, Chinesisch, Portugiesisch, Französisch, Englisch und Deutsch predigen.
Während der acht Jahre des Kriegs zwischen China und Japan litten die Menschen im Vikariat große Not. Der Bischof selbst war zunächst in seiner Residenz gefangen. Zum Zeitpunkt der Invasion am 24. Januar 1945 befand er sich zusammen mit 1600 Flüchtlingen in Hosai. Nach seiner Rückkehr war die Kathedrale, das Episkopat und das Kolleg zerstört.
Am 11. April 1946 wurde er schließlich zum ersten Bischof von Shiuchow ernannt. Einige Monate später starb er.